# نقاشی‌های آدولف هیتلر

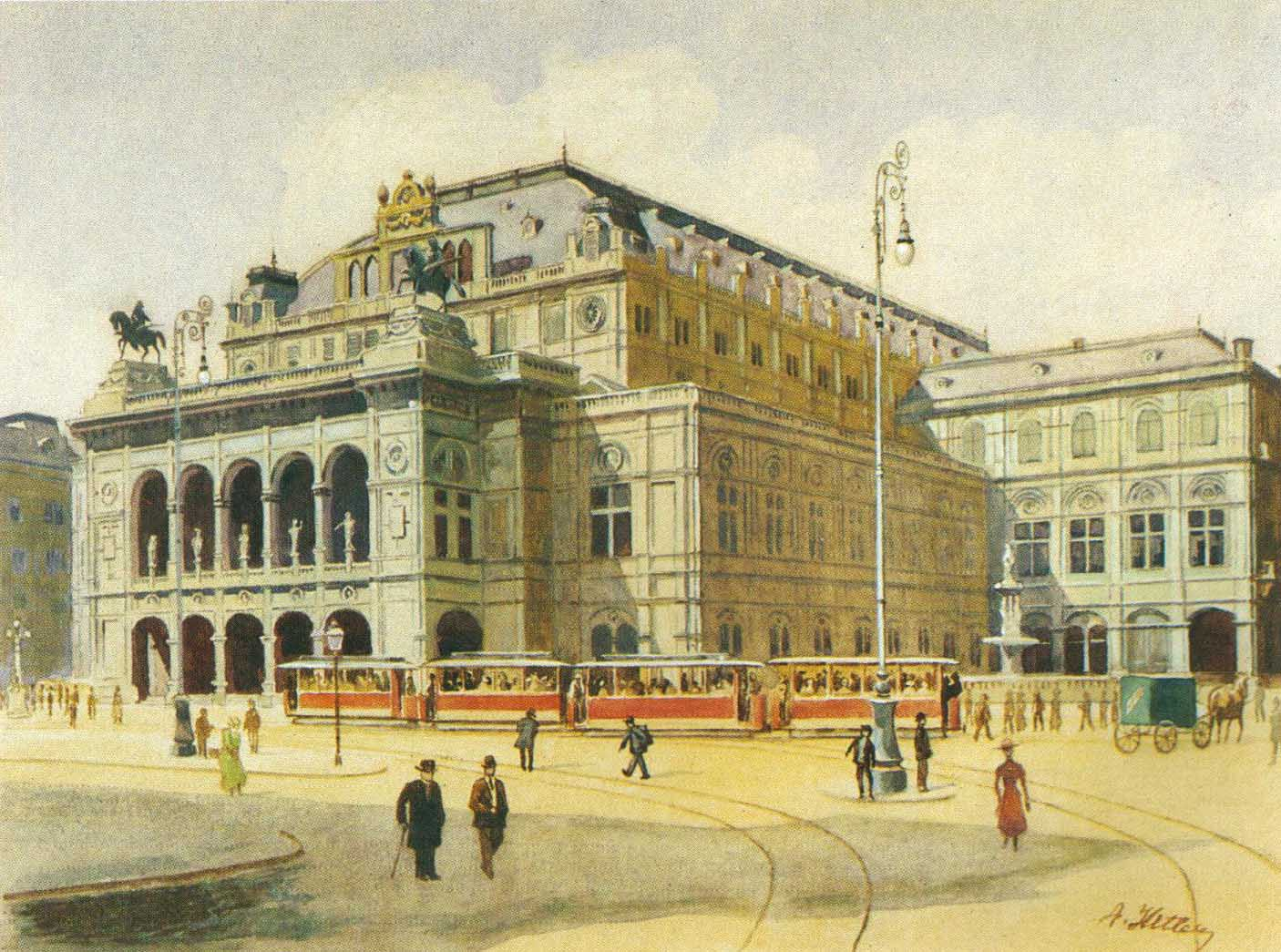
خانه اپرای دولتی وین، آدولف هیتلر، ۱۹۱۲

آدولف هیتلر، رهبر آلمان نازی در سال‌های منتهی به جنگ جهانی دوم و در طی آن، یک نقاش بود. او صدها اثر رسم کرد و نقاشی‌ها و کارت پستال‌های خود را فروخت تا در طول سالهای وین (۱۹۰۸–۱۹۱۳) بتواند امرار معاش کند. با وجود موفقیت کم در حرفه، او در طول زندگی خود به نقاشی ادامه داد.
تعدادی از نقاشی‌های او پس از جنگ جهانی دوم کشف شد و در حراج ده‌ها هزار دلار فروخته شده است. سایر آنها توسط ارتش ایالات متحده تصرف شدند و هنوز در دست دولت این کشور است. نظر عمومی در مورد کارهای او متفاوت است؛ اما نکته‌ای که از نقاشی‌های او مورد انتقاد قرار گرفته است؛ که آنها سرد و بدون احساس هستند؛ با این استدلال که هیتلر از استعداد بالاتری در معماری برخوردار است و این چگونگی پرداختن به معماری در نقاشی‌های خود را در مقایسه با سایر جزئیات مانند درختان یا افراد نشان می‌دهد.

## سبک و تأثیرات هیتلر

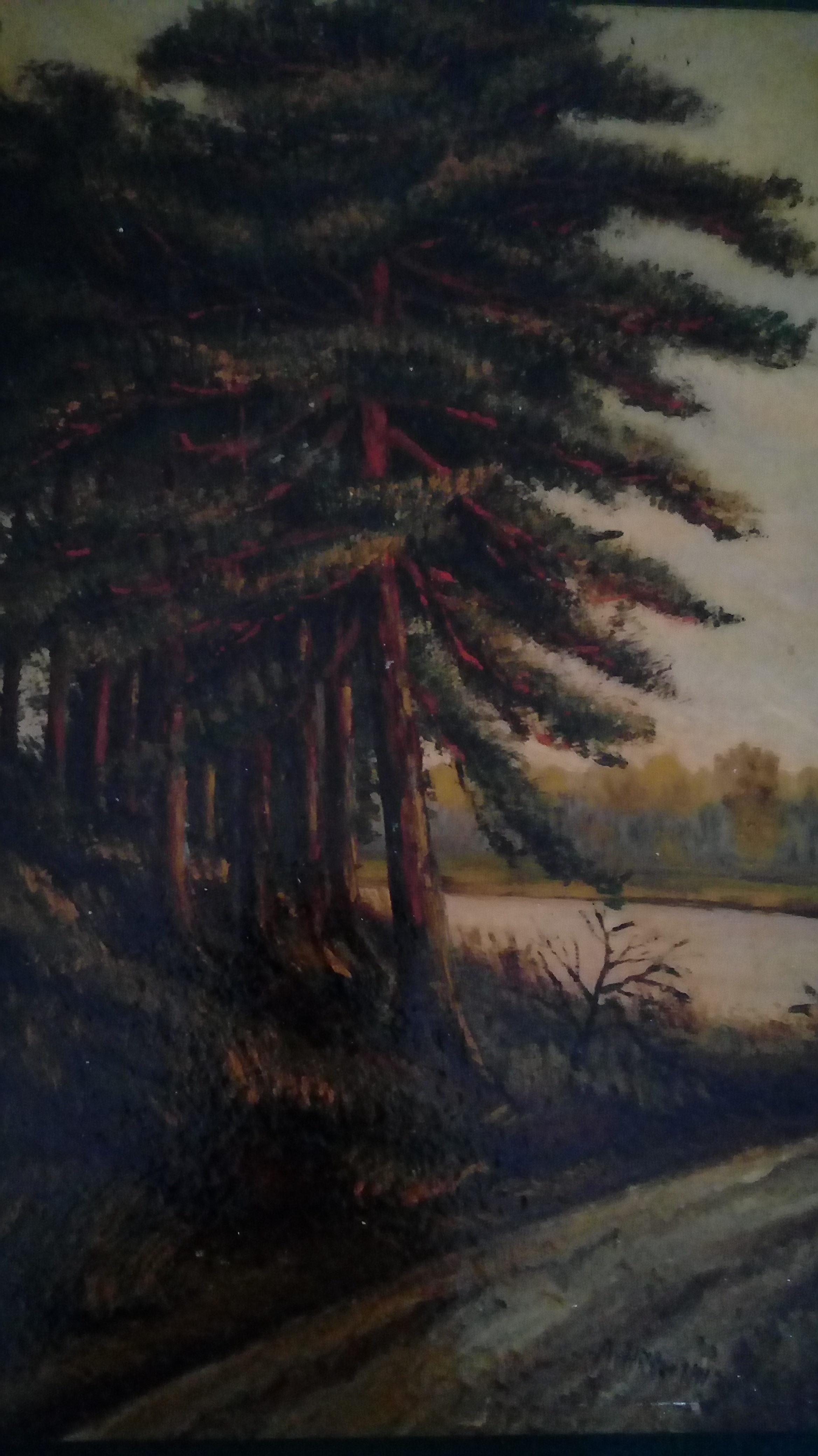
درختی در پیست آدولف هیتلر، ۱۹۱۱

سبک هیتلر هنگام بازنمایی معماری در نقاشی‌هایش بسیار محاسبه می‌شد. آثارش به جای پیشرفت در تأثیر هنری خود، از هنرمندان قرن نوزدهم و استادان دیگری که پیش از او بودند الگوبرداری می‌شدند. او ادعا می‌کرد که ترکیبی از بسیاری از جنبش‌های هنری است اما اساساً از کلاسیسم رومی یونانی، رنسانس ایتالیا و نئوکلاسیسیسم گرفته شده است. او توانایی فنی این هنرمندان و همچنین نمادگرایی قابل درک را دوست داشت. او رودولف فون آلت را بزرگ‌ترین استاد خود می‌دانست. این دو موضوع و کاربرد رنگی مشابه را نشان می‌دهد، اما استاد او مناظر خارق‌العاده‌ای را نشان می‌دهد که اگر بیشتر از معماری به طبیعت و محیط اطراف توجه نکند، برابر است.

## تاریخچه

### جاه‌طلبی هنری
آدولف هیتلر در زندگی‌نامه خود در سال ۱۹۲۵ با نام نبرد من، توصیف کرد که چگونه در جوانی می‌خواست به یک هنرمند حرفه ای تبدیل شود، اما آرزوهایش نابود شد زیرا در آزمون ورودی آکادمی هنرهای زیبای وین قبول نشد. هیتلر دو بار توسط این مؤسسه رد شد، یک بار در سال ۱۹۰۷ و بار دیگر در سال ۱۹۰۸. در اولین معاینه خود، او قسمت مقدماتی را که باید دو صحنه از نمادین یا کتاب مقدس را ترسیم کند، در هر دو جلسه سه ساعته گذرانده بود. بخش دوم تهیه نمونه کارهایی بود که قبلاً برای امتحان کنندگان تهیه شده بود. اشاره شد که آثار هیتلر دارای سر بسیار کمی است. این مؤسسه معتقد بود که او استعداد بیشتری در معماری دارد تا نقاشی.  یکی از مربیان، دلسوز شرایط خود و معتقد به داشتن استعدادی، پیشنهاد کرد که از دانشکده معماری آکادمی اقدام کند. با این حال، این مستلزم بازگشت به مدرسه متوسطه ای بود که وی تحصیلات خود را رها کرده و مایل به بازگشت نبود.
طبق مکالمه ای که در اوت ۱۹۳۹ قبل از شروع جنگ جهانی دوم، در کتاب جنگ آبی انگلیس منتشر شد، هیتلر به سفیر انگلیس، نویل هندرسون، گفت: "من یک هنرمند هستم و یک سیاستمدار نیستم. پس از حل مسئله لهستان، من می‌خواهم به زندگی خود به عنوان یک هنرمند پایان دهم. " 

### دوره وین
از سال ۱۹۰۸ تا ۱۹۱۳ هیتلر کارت پستال را رنگ کرد و خانه‌ها را برای امرار معاش نقاشی کرد. او اولین سلف پرتره خود را در سال ۱۹۱۰ در ۲۱ سالگی نقاشی کرد. این نقاشی به همراه دوازده نقاشی دیگر از هیتلر توسط سرگرد ارتش آمریکا ویلی جی مک کنا در سال ۱۹۴۵ در اسن آلمان کشف شد.

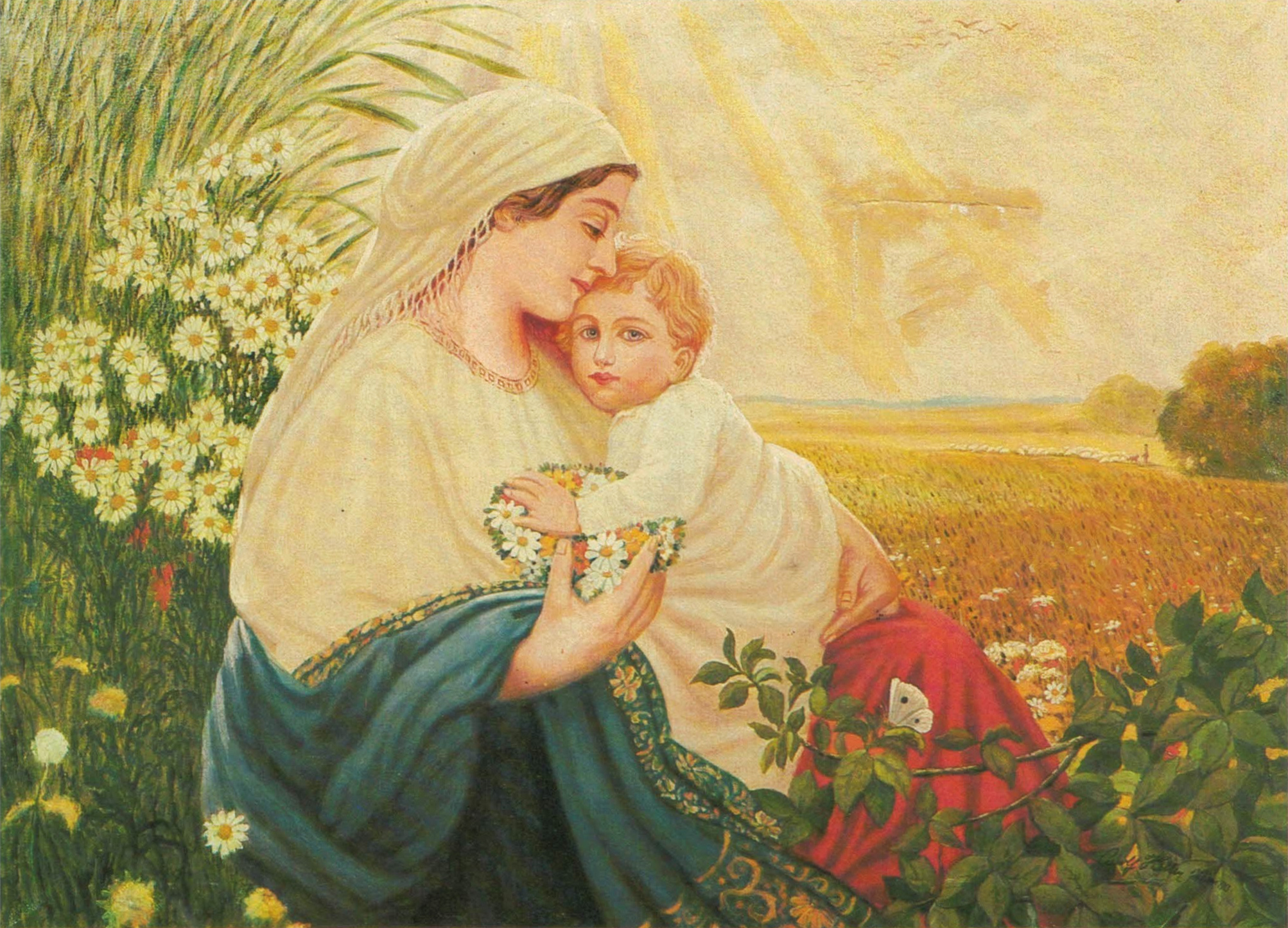
مادر مریم با فرزند مقدس عیسی مسیح در سال ۱۹۱۳ توسط آدولف هیتلر

ساموئل مورگنسترن، تاجر اتریشی و شریک تجاری هیتلر جوان در دوره وین خود، بسیاری از نقاشی‌های هیتلر جوان را خریداری کرد. به گفته مورگنسترن، هیتلر برای اولین بار در آغاز دهه ۱۹۱۰، یا در سال ۱۹۱۱ یا در سال ۱۹۱۲ نزد او آمد. وقتی هیتلر برای اولین بار به فروشگاه شیشه‌های مورگنسترن آمد، سه نقاشی خود را به مورگنسترن ارائه داد. مورگنسترن بانک اطلاعاتی مربوط به مشتریان خود را نگهداری می‌کرد که از طریق آن امکان یافتن خریداران نقاشی‌های جوان هیتلر فراهم شد. مشخص شد که اکثر خریداران یهودی بودند. مشتری مهم مورگنسترن، وکیلی به نام یوزف فینگولد، یک سری نقاشی از هیتلر را به تصویر کشید که وین قدیمی را به تصویر می‌کشد.

### جنگ جهانی اول
زمانی که هیتلر خدمت در جنگ جهانی اول در سن ۲۵ در سال ۱۹۱۴، او انجام خوب کاغذ و بوم با او به جلو بود و ساعتها وقت مرخصی را به نقاشی و نقاشی اختصاص داد. آثاری که وی در این دوره نقاشی کرد از آخرین کارهای وی قبل از سیاستمدار شدن بود. مضامین نقاشی او در زمان جنگ شامل خانه‌های کشاورزان، ایستگاه پانسمان و غیره بود.

### فروش حراج
تعدادی از نقاشی‌های هیتلر در پایان جنگ جهانی دوم توسط ارتش ایالات متحده (برخی تصور می‌شود هنوز در آلمان هستند) ضبط شد. آنها با سایر مواد دستگیر شده به ایالات متحده برده شدند و هنوز در دست ایالات متحده است. دولت، که از نمایش آنها خودداری کرده است. نقاشی‌های دیگر توسط افراد خصوصی نگهداری می‌شد. در دهه ۲۰۰۰ فروش تعدادی از این آثار در حراج آغاز شد. در سال ۲۰۰۹، خانه حراج Mullock's of Shropshire 15 نقاشی هیتلر را در مجموع ۹۷۶۷۲ پوند (۱۴۳۳۵۸ دلار آمریکا) فروخت. در حالی که لودلو از شروپشایر ۱۳ اثر را با بیش از ۱۰۰۰۰۰ یورو فروخت. در یک حراجی سال ۲۰۱۲ در اسلواکی، یک نقاشی مختلط ۳۲۰۰۰ یورو به فروش رسید. و در ۱۸ نوامبر ۲۰۱۴، آبرنگ هیتلر از دفتر ثبت قدیمی در مونیخ به قیمت ۱۳۰ هزار یورو در حراجی در نورنبرگ فروخته شد. این آبرنگ شامل یک قبض فروش و نامه امضا شده توسط آلبرت بورمن است که ممکن است در قیمت فروش نسبتاً بالای آن نقش داشته باشد. در ژوئیه ۲۰۱۷، مولوک دو عکس روغن کمیاب را فروخت. یکی خانه ای را در کنار دریاچه نشان می‌دهد.

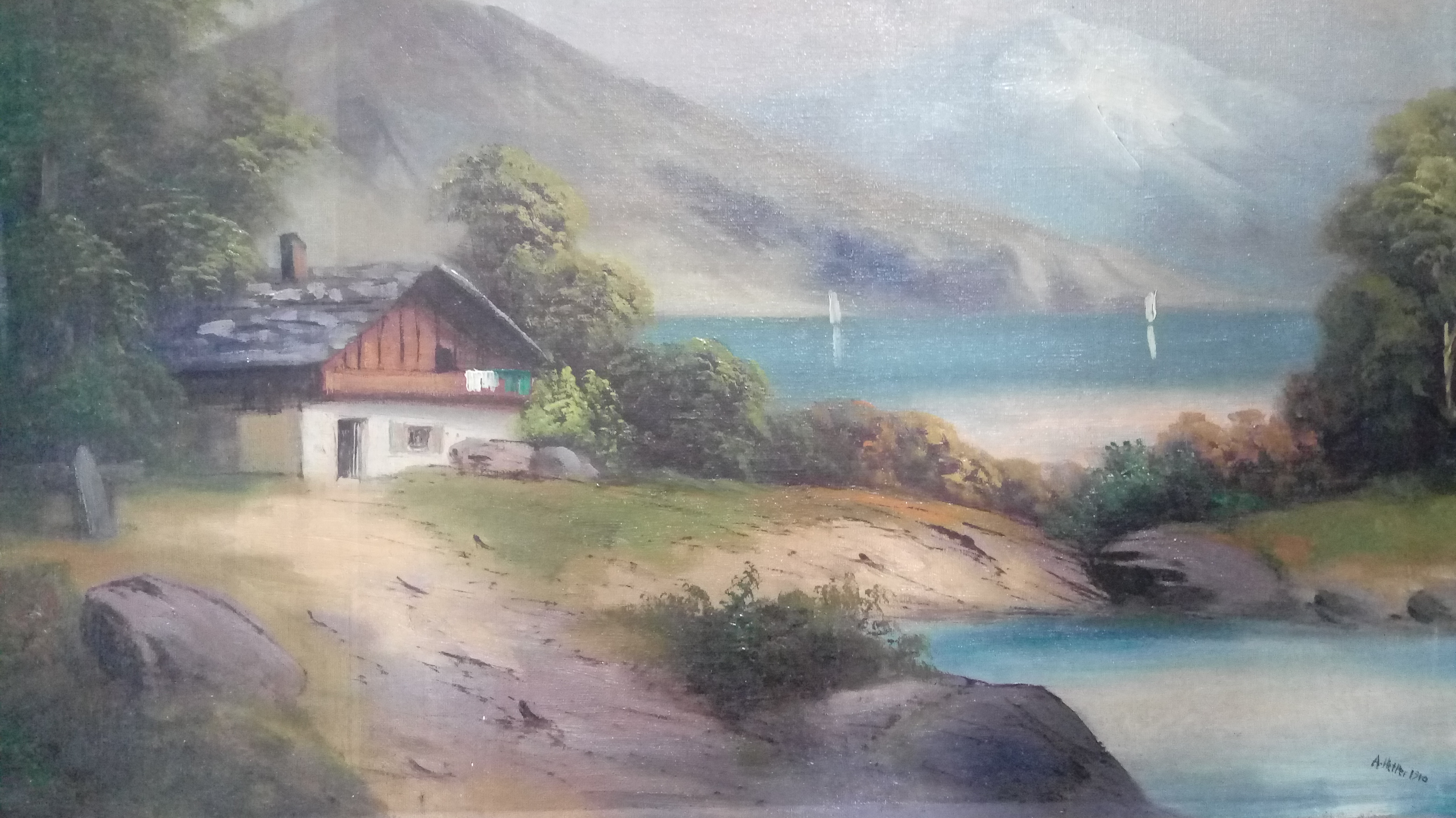
خانه ای در دریاچه ای با کوه، ۱۹۱۰

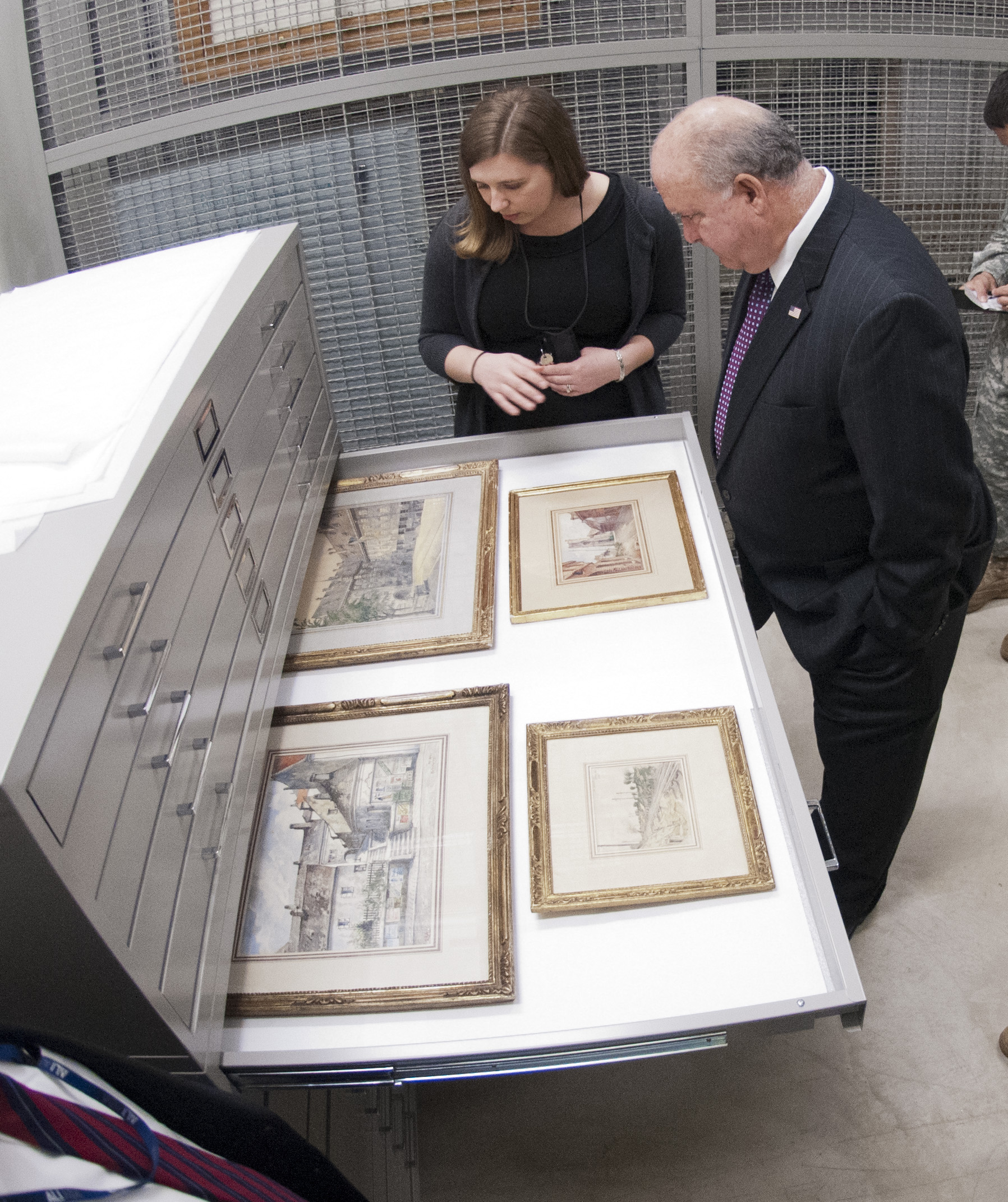
آبرنگ‌های متعلق به یکی از عکاسان هیتلر، هاینریش هافمن ، ذخیره شده در مرکز تاریخ ارتش ارتش. این نقاشی‌ها در Price v نقل شده است. ایالات متحده

گروهی از محققان تخمین می‌زنند که فقط ۳۰۰ اثر کامل شده هیتلر در طول عمر وی وجود دارد. با این حال، هیتلر در کتاب خود، مین کامف، اشاره کرد که وقتی در وین بود، روزانه حدود دو یا سه نقاشی تولید می‌کرد. حتی اگر او بخواهد روزانه یک پرتره برای سال‌هایی که در وین می‌گذرد، نقاشی کند، این تعداد بیش از ۶۰۰ خواهد بود. پیتر جان، شاید یکی از برجسته‌ترین متخصصان هنر هیتلر، گفت که او دو مصاحبه با هیتلر داشته است. هیتلر گفت در شش سالی که در وین و مونیخ گذراند، از سال ۱۹۰۸ تا ۱۹۱۴، بیش از هزار نقاشی تولید کرد، تعدادی از آنها با روغن، مانند درخت هیتلر در مسیری از سال ۱۹۱۱.
قبل از الحاق هیتلر به اتریش در سال ۱۹۳۸ ، ژان یکی از افراد اصلی بود که توسط شولت استراتاوز منصوب شده بود. استراتهاوس توسط هیتلر در سال ۱۹۳۶ برای یافتن و خرید نقاشی‌هایی که هیتلر از ۱۹۰۷ تا ۱۹۱۲ و ۱۹۲۱ تا ۱۹۲۲ نقاشی کرده بود منصوب شده بود. جان نزدیک به چهار سال به ردیابی کارهای اولیه هیتلر پرداخت، تا اینکه به خدمت سربازی فراخوانده شد. ژان در سال ۱۹۳۷ مشاور هنری سفارت آلمان در وین شد، جایی که سپس به دنبال تخریب بیشتر اکثر نقاشی‌ها، قطعات هنری هیتلر را جستجو، خریداری و جمع‌آوری می‌کرد. جاهن یکی از بزرگ‌ترین مجموعه‌های هنری هیتلر را با حدود ۱۸ قطعه با متوسط فروش ۵۰ هزار دلار فروخت.
یکی از گسترده‌ترین مجموعه‌های خصوصی هنر هیتلر در موزه بین‌المللی جنگ جهانی دوم در ناتیک، ماساچوست واقع شده است.

## تحلیل انتقادی
در سال ۱۹۳۶، جان گانتر با دیدن نقاشی‌های ارسال شده توسط هیتلر به آکادمی هنر وین، نوشت: "آنها پروزایک هستند، کاملاً فاقد ریتم، رنگ، احساس یا تخیل معنوی هستند. آنها طرح‌های طراحی معمولی دردناک و دقیق هستند. دیگر هیچ جای تعجب نیست که اساتید وین به او گفتند که به یک مدرسه معماری برود و از هنر ناب به عنوان ناامید دست بکشد ".
در سال ۲۰۰۲ از یک منتقد هنر مدرن خواسته شد که برخی از نقاشی‌های هیتلر را بازبینی کند بدون اینکه به آنها گفته شود چه کسی آنها را نقاشی کرده است. وی گفت که آنها کاملاً خوب هستند، اما در این نقاشی‌ها دقت زیادی به جزئیات شده است.
در گزارشی با عنوان "رنگهای آبی هیتلر: احیا آثار هنری احترام به رودولفو سیویرو"، تهیه شده توسط فراتلی آلیناری، سرجیو سالوی توصیف هیتلر را به عنوان "یک نقاش ظریف " رد می‌کند و در عوض او را به عنوان "یک نقاش حرفه ای کوچک" توصیف می‌کند.

## نقاشی‌ها
هیتلر که عمدتاً در زمینه آبرنگ کار می‌کرد، از این رسانه برای ابراز عشق خود به نقاشی و معماری استفاده کرد. چارلز اسنایدر می‌گوید که آبرنگ‌های هیتلر در مقایسه با رفتار متداول و سهل انگاری گیاهان و درختان که اغلب موضوع را قاب می‌کنند، اغلب توجه دقیق به معماری را نشان می‌دهند.
حیاط اقامتگاه قدیمی مونیخ (۱۹۱۴) آبرنگ هیتلر است. او آلتر هوف را به تصویر می‌کشد، یک چهار گوش سنگی در مقابل یک حیوان بزرگ. در زمان حضور هیتلر در مونیخ، وی بیشتر روزهای خود را با خواندن و نقاشی می‌گذراند و آرزوی خود را به عنوان یک هنرمند مستقل پیش می‌برد.

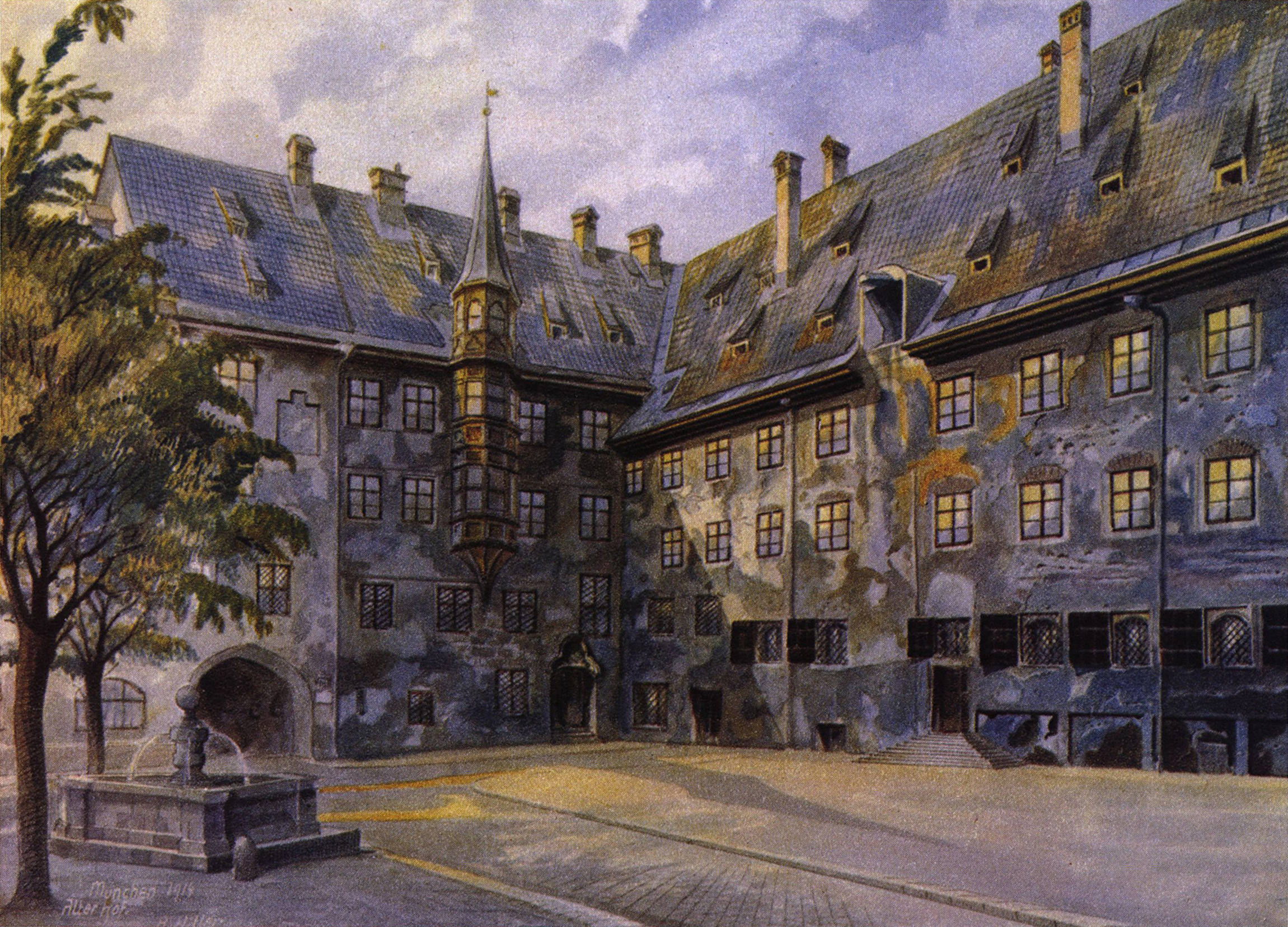
حیاط اقامتگاه قدیمی در مونیخ، ۱۹۱۴، توسط آدولف هیتلر

این نقاشی سبک و تبحر او را در زمینه آبرنگ برای ایجاد خط‌کشی دقیق از ساختمان نشان می‌دهد، اما در سمت چپ، دو درخت نرم ایستاده مشاهده می‌شود تا خطوط خشن خانه را در تضاد قرار دهند. یک چشمه کوچک بین دو درخت در سمت چپ نقاشی شده است.
حیاط اقامتگاه قدیم در مونیخ و چند نقاشی دیگر از هیتلر در زیرزمین مرکز تاریخ ارتش در واشینگتن دی سی بایگانی شده است، که به دلیل بحث‌برانگیز و جنجالی بودن هرگز در معرض دید عموم قرار نگرفته است.